# Narodowe Zjednoczenie Ludowe
Narodowe Zjednoczenie Ludowe – polska partia polityczna posiadająca reprezentację parlamentarną w Sejmie Ustawodawczym (1919–1922).
Powstało w październiku 1919 roku w wyniku rozłamu w Związku Ludowo-Narodowym i wyjściu posłów ze Zjednoczenia Narodowego oraz części bezpartyjnych włościan. W 1919 roku utworzyło rząd Leopolda Skulskiego, posiadający większość parlamentarną. W wyborach 1922 roku wystąpiło wraz ze Stronnictwem Katolicko-Ludowym i warszawskim Klubem Mieszczańskim jako Polskie Centrum.